# Сабіна Бранденбург-Ансбаська
Сабіна Бранденбург-Ансбаська (дан. Sabina von Brandenburg-Ansbach, 12 травня 1529 — 2 листопада 1575) — принцеса Бранденбург-Ансбаська з династії Гогенцоллернів, донька маркграфа Бранденбург-Ансбаського Георга Сповідника та герцогині Мюнстерберг-Ельської Ядвіги, друга дружина курфюрста Бранденбурзького Йоганна Георга.

## Біографія
Народилась  12 травня 1529 року в Ансбаху. Була другою дитиною та другою донькою в родині спадкоємця маркграфства Бранденбург-Ансбах Георга та його другої дружини Ядвіги Мюнстерберг-Ельської. Мала старшу сестру Анну Марію. 
Матір померла, коли Сабіні було 2 роки. Батько невдовзі одружився втретє із саксонською принцесою Емілією. Мачуху змальовували як мудру, доброчесну жінку, ревну лютеранку. Від цього союзу у Сабіни з'явився молодший єдинокровний брат і три сестри. Всі діти виховувались у лютеранській вірі. У 1536 році Георг став правителем Бранденбург-Ансбаху.
У 18 років Сабіна побралася з 22-річним бранденбурзьким принцом Йоганном Георгом. Наречений був удівцем і  мав сина від попереднього шлюбу. Його перша дружина доводилася Сабіні кузиною. Весілля пройшло 12 лютого 1548 в Ансбаху. Посаг нареченої становив 12 000 гульденів. За день до вінчання дівчина урочисто відмовилася від потенційного спадку з батьківського боку. Як удовина частка, їй визначалися амт, місто та замок Плауен. Оскільки Плауен мав борги, Сабіні був також обіцян бенедиктинський монастир у Шпандау з прилеглими землями. 
У подружжя народилося одинадцятеро дітей, з яких дорослого віку досягли три доньки. Сімейство мешкало у різних замках Бранденбургу. Фактичною резиденцією був замок Цехлін поблизу Віттштока, де Сабіна займалася вихованням дітей та пасинка. Господарювання жінки призвело до тимчасового розквіту Цехліну. 
У січні 1571 року Йоганн Георг став курфюрстом Бранденбургу. Сабіна мала вплив на релігійні справи, покровительствувала церквам і школам. Підтримувала хворих і бідних, регулярно спілкувалася з доктором Леонардом Турнессером, алхіміком і цілителем.
Померла 2 листопада 1575 року. Похована в Берлінському соборі.

## Родина

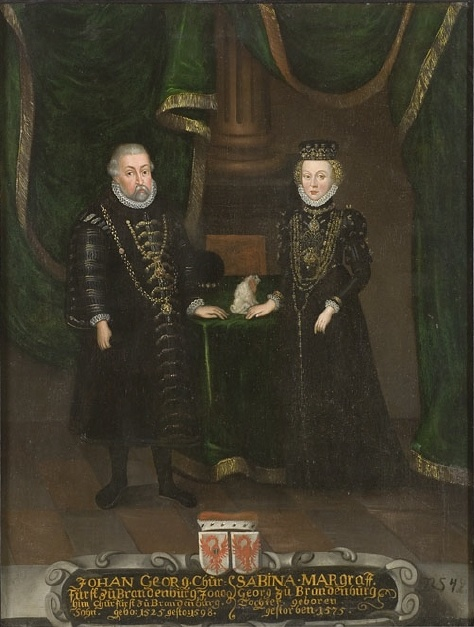
Портрет із чоловіком, Національний музей Швеції

Чоловік —  Йоган Георг, курфюрст Бранденбурзький
Діти:
- Георг Альбрехт (1555—1557) — прожив 2 роки;
- Йоганн (1557-?) — близнюк Альбрехта, помер в ранньому віці;
- Альбрехт (пом. 1557—?) — близнюк Йоганна, помер в ранньому віці;
- Магдалена Сабіна (1559—?) — померла в ранньому віці;
- Ердмута (1561—1623) — дружина герцога Вольгастського та Щецінського Иоганна Фрідріха I, дітей не мала;
- Марія (1562—?) — померла в ранньому віці;
- Ядвіга (1563—?) — померла в ранньому віці;
- Магдалена (1564—?) — померла в ранньому віці;
- Маргарита (1565—?) — померла в ранньому віці;
- Анна Марія (1567—1618) — дружина князя Дарловського Барніма X, дітей не мала;
- Софія (1568—1622) — дружина курфюрста Саксонського Крістіана I, мала семеро дітей.